# Alois Hipp
Alois Hipp (ur. 1910, zm. 14 listopada 1947 w Landsberg am Lech) – zbrodniarz nazistowski, oficer raportowy w obozie koncentracyjnym Dachau i SS-Hauptscharführer.
Członek Waffen-SS. W czasie II wojny światowej pełnił funkcję Rapportführera (oficera raportowego odpowiedzialnego za apele więźniów) w Dachau. Hipp był jednym z głównych wykonawców egzekucji w tym obozie koncentracyjnym (szczególnie w 1942 roku). Miał na sumieniu życie wielu więźniów i jeńców radzieckich. Maltretował więźniów, zwłaszcza gdy był pijany. Ze szczególnym okrucieństwem traktował więźniów narodowości polskiej.
Alois Hipp po zakończeniu wojny został osądzony przez amerykański Trybunał Wojskowy wraz z dwoma innymi członkami załogi Dachau (Franzem Frohnapflem i Ernstem Angererem). Proces ten miał miejsce w dniach 26 listopada – 3 grudnia 1946 roku. Za swoje zbrodnie Hipp skazany został na karę śmierci przez powieszenie. Wyrok wykonano w połowie listopada 1947 roku w więzieniu Landsberg.